# Кубок Австрії з футболу 1966—1967
Кубок Австрії з футболу 1966–1967 — 33-й розіграш кубкового футбольного турніру в Австрії. Титул здобула Аустрія (Відень).

## Календар
| Раунд       | Дата                                                       | Матчі | Клуби   |
| ----------- | ---------------------------------------------------------- | ----- | ------- |
| 1/16 фіналу | 13 серпня - 1 листопада 1966, 2 жовтня 1966 (перегравання) | 16+1  | 32 → 16 |
| 1/8 фіналу  | 18 вересня - 8 грудня 1966                                 | 8     | 16 → 8  |
| 1/4 фіналу  | 25-26 лютого 1967, 26 квітня 1967 (перегравання)           | 4+1   | 8 → 4   |
| 1/2 фіналу  | 3-4 травня 1967                                            | 2     | 4 → 2   |
| Фінал       | 27 червня/5 липня 1967                                     | 2     | 2 → 1   |

## 1/16 фіналу
| Команда 1               | Рахунок | Команда 2            |
| ----------------------- | ------- | -------------------- |
| 13 серпня 1966          |         |                      |
| Швац (2)                | 2:10    | Ваккер (Інсбрук)     |
| 14 серпня 1966          |         |                      |
| Лойпершбах (2)          | 2:4     | Адміра (Відень)      |
| ВШГ Ваттенс (2)         | 0:4     | Вінер Шпорт-Клуб     |
| Рансгофен (3)           | 1:3     | Аустрія (Клагенфурт) |
| 19 серпня 1966          |         |                      |
| Шварц-Вайсс (Брегенц)   | 4:0     | Грацер               |
| 20 серпня 1966          |         |                      |
| Форвертс (Штайр) (2)    | 3:0     | Капфенберг           |
| Аустрія (Зальцбург) (2) | 1:0     | Електра (Відень) (2) |
| Клагенфуртер (2)        | 0:5     | Ферст Вієнна         |
| Баденер (2)             | 1:3     | Рапід (Відень)       |
| 21 серпня 1966          |         |                      |
| Вінер АК (2)            | 2:0     | Донау (Відень) (3)   |
| Дойчландсбергер (3)     | 0:1     | Швехат (2)           |
| Ваккер (Відень)         | 1:0     | Штурм                |
| Донавіц (2)             | 5:5 дч  | Лустенау 07 (2)      |
| Зіммерингер (2)         | 0:3     | Аустрія (Відень)     |
| Аустрія (Лустенау) (2)  | 1:0     | Вінер-Нойштадтер     |
| 1 листопада 1966        |         |                      |
| Бішофсгофен (2)         | 0:1     | ЛАСК Лінц            |

Перегравання
| Команда 1       | Рахунок | Команда 2   |
| --------------- | ------- | ----------- |
| 2 жовтня 1966   |         |             |
| Лустенау 07 (2) | 1:2     | Донавіц (2) |

## 1/8 фіналу
| Команда 1               | Рахунок | Команда 2              |
| ----------------------- | ------- | ---------------------- |
| 18 вересня 1966         |         |                        |
| Вінер Шпорт-Клуб        | 5:1     | Форвертс (Штайр) (2)   |
| 1 жовтня 1966           |         |                        |
| Ферст Вієнна            | 6:1     | Аустрія (Лустенау) (2) |
| 19 жовтня 1966          |         |                        |
| Аустрія (Відень)        | 2:1     | Ваккер (Інсбрук)       |
| 26 жовтня 1966          |         |                        |
| Швехат (2)              | 1:0     | Ваккер (Відень)        |
| Аустрія (Зальцбург) (2) | 1:0 дч  | Шварц-Вайсс (Брегенц)  |
| 1 листопада 1966        |         |                        |
| Рапід (Відень)          | 3:1     | Аустрія (Клагенфурт)   |
| 8 грудня 1966           |         |                        |
| Донавіц (2)             | 3:1     | Адміра (Відень)        |
| ЛАСК Лінц               | 6:0     | Вінер АК (2)           |

## 1/4 фіналу
| Команда 1      | Рахунок | Команда 2               |
| -------------- | ------- | ----------------------- |
| 25 лютого 1967 |         |                         |
| ЛАСК Лінц      | 2:1     | Вінер Шпорт-Клуб        |
| Донавіц (2)    | 2:2 дч  | Аустрія (Відень)        |
| Ферст Вієнна   | 0:1     | Рапід (Відень)          |
| 26 лютого 1967 |         |                         |
| Швехат (2)     | 5:0     | Аустрія (Зальцбург) (2) |

Перегравання
| Команда 1        | Рахунок | Команда 2   |
| ---------------- | ------- | ----------- |
| 26 квітня 1967   |         |             |
| Аустрія (Відень) | 3:0     | Донавіц (2) |

## 1/2 фіналу
| Команда 1        | Рахунок | Команда 2      |
| ---------------- | ------- | -------------- |
| 3 травня 1967    |         |                |
| Аустрія (Відень) | 1:0     | Рапід (Відень) |
| 4 травня 1967    |         |                |
| ЛАСК Лінц        | 5:0     | Швехат (2)     |

## Фінал
| Команда 1              | Заг.    | Команда 2        | 1-й матч | 2-й матч |
| ---------------------- | ------- | ---------------- | -------- | -------- |
| 27 червня/5 липня 1967 |         |                  |          |          |
| ЛАСК Лінц              | 2:2 (ч) | Аустрія (Відень) | 2:1      | 0:1      |

### Перший матч
| 27 червня 1967 |

| ЛАСК Лінц                   | 2:1      | Аустрія (Відень) |
| --------------------------- | -------- | ---------------- |
| Кондерт 47' Кегльбергер 57' | Протокол | Бузек 84' (пен.) |

| Лінцер, Лінц Глядачів: 17 000 Арбітр: Алоїз Кесслер |

### Повторний матч
| 5 липня 1967 |

| Аустрія (Відень) | 1:0      | ЛАСК Лінц |
| ---------------- | -------- | --------- |
| Дірнбергер 26'   | Протокол |           |

| Гоге Варте Штадіон, Відень Глядачів: 12 000 Арбітр: Др.Бауер |